# Base aérienne de Millerovo
La base aérienne de Millerovo, (russe : Миллерово (аэродром)), est une base de l'armée de l'air russe située près de Millerovo, dans l'oblast de Rostov en Russie.

## Historique
En riposte à l'invasion de l'Ukraine par la Russie, le 25 février 2022 l'armée de l'air ukrainienne mène le matin sa première frappe sur le territoire russe en prenant pour cible la base aérienne de Millerovo. Elle détruit un Soukhoï Su-30SM et d'autres avions des Forces aérospatiales de la fédération de Russie. De nombreuses explosions sur la Base sont vues le 20 juillet 2024 un dépôt de carburant aurait été touché.

Elle est la base de la 31e régiment d'aviation de chasse de la Garde.